# Rajd Rideau Lakes
Rajd Rideau Lakes (Rally of the Rideau Lakes znany także jako Rajd Kanady) – rajd samochodowy, organizowany w Kanadzie, w okolicach Kanału Rideau. 
Rajd ten wywodzi się od rajdu Silver Lake Rally, który jako rajd klubowy odbywał się w połowie lat sześćdziesiątych dwudziestego wieku. Przekształcony i ze zmienioną nazwą w roku 1973 odbył się już jako impreza międzynarodowa. Jego organizatorzy mieli długoterminowy plan by był on częścią eliminacji rajdowych mistrzostw świata, gdyż FISA chciała mieć drugi rajd WRC w Ameryce Północnej (obok istniejącego Press-on-Regardless Rally). Jego pierwsza edycja odbyła się w roku 1973, a po pozytywnym zatwierdzeniu imprezy przez FISA w kolejnym roku 1974 jego edycja była już eliminacją Rajdowych Mistrzostw Świata. Zmieniono tylko jego termin z maja na październik, aby umożliwić rozegranie obu amerykańskich rund  w terminie dwóch tygodni obok siebie. W latach kolejnych z powodów budżetowych zaniechano jego organizacji.

## Zwycięzcy[2]
| Rok  | Rajd                         | Kierowca      | Pilot          | Samochód                   | Seria  |
| ---- | ---------------------------- | ------------- | -------------- | -------------------------- | ------ |
| 1973 | 1. Rally of the Rideau Lakes | Walter Boyce  | Stuart Gray    | Toyota Corolla Levin TE 27 | Canada |
| 1974 | 2. Rally of the Rideau Lakes | Sandro Munari | Mario Mannucci | Lancia Stratos HF          | WRC    |
| 1975 | 3. Rally of the Rideau Lakes |               |                |                            |        |
| 1976 | Rally of the Rideau Lakes    |               |                |                            | Canada |